# Taínos de La Española
Los taínos constituían el grupo étnico principal de la isla La Española al momento de la llegada de los europeos. Se trata de un pueblo que llegó procedente de América del Sur, específicamente de la desembocadura del Orinoco. Pasando de isla en isla, llegaron hasta Cuba reduciendo o asimilando a los pobladores más antiguos, como los guanajatabeyes, los ciguayos y los mazorijes.
Los arqueólogos suelen hacer una clasificación interna del pueblo taíno en tres grandes grupos, los que ocuparon La Española son llamados taínos clásicos, y comparten algunos rasgos culturales con los taínos de Puerto Rico y el oriente de Cuba. Cuando los primeros navegantes europeos llegaron a la isla, los taínos —particularmente los orientales, que ocupaban las Antillas Menores— estaban en conflicto con los caribes, otro pueblo de lengua arahuaca que se caracterizaba por su belicosidad.
En ese entonces la sociedad taína se dividía en cinco cacicazgos controlados por caciques, quienes tenían poder absoluto sobre estos. Para 1508 quedaban unos 60 000 taínos en La Española. Para 1531, la explotación y las enfermedades habían reducido el número a 600.

## Sociedades
Los taínos estaban organizados en los claros de la selva, tierra adentro. Estos tenían dos clases de habitáculos: el bohío, que era circular y el caney, más grande y rectangular, donde habitaba el cacique con su familia. Estas viviendas se construían con hojas de hinea, maderas de los árboles de capa prieta y canela cimarrona. Para dormir usaban hamacas tejidas de algodón.
Se dividían en cuatro clases sociales distintas:
- el cacique ―conocido también como guare―, que era el jefe de la tribu (o yucayeque);
- los nitaínos, considerados los nobles de la tribu, que eran familiares del cacique y actuaban como guerreros;
- los behiques, que eran los sacerdotes que representaban las creencias religiosas; y
- los naborias, aldeanos trabajadores de la tierra.

Los cacicazgos eran independientes uno del otro, y cada uno tenía como gobernante un cacique o jefe.
Este gobierno era hereditario y era totalmente absoluto. A la población se le exigía obediencia y sumisión ante el cacique.
Los límites de cada cacicazgo eran claros y precisos, ya que los primeros pobladores de la isla utilizaban elementos naturales que con simple observación permitían establecer hasta dónde llegaba el dominio de un cacicazgo y el territorio que comprendían cada uno de ellos.
Cada cacicazgo estaba dividido en nitaínos, siendo estas demarcaciones de menor categoría.

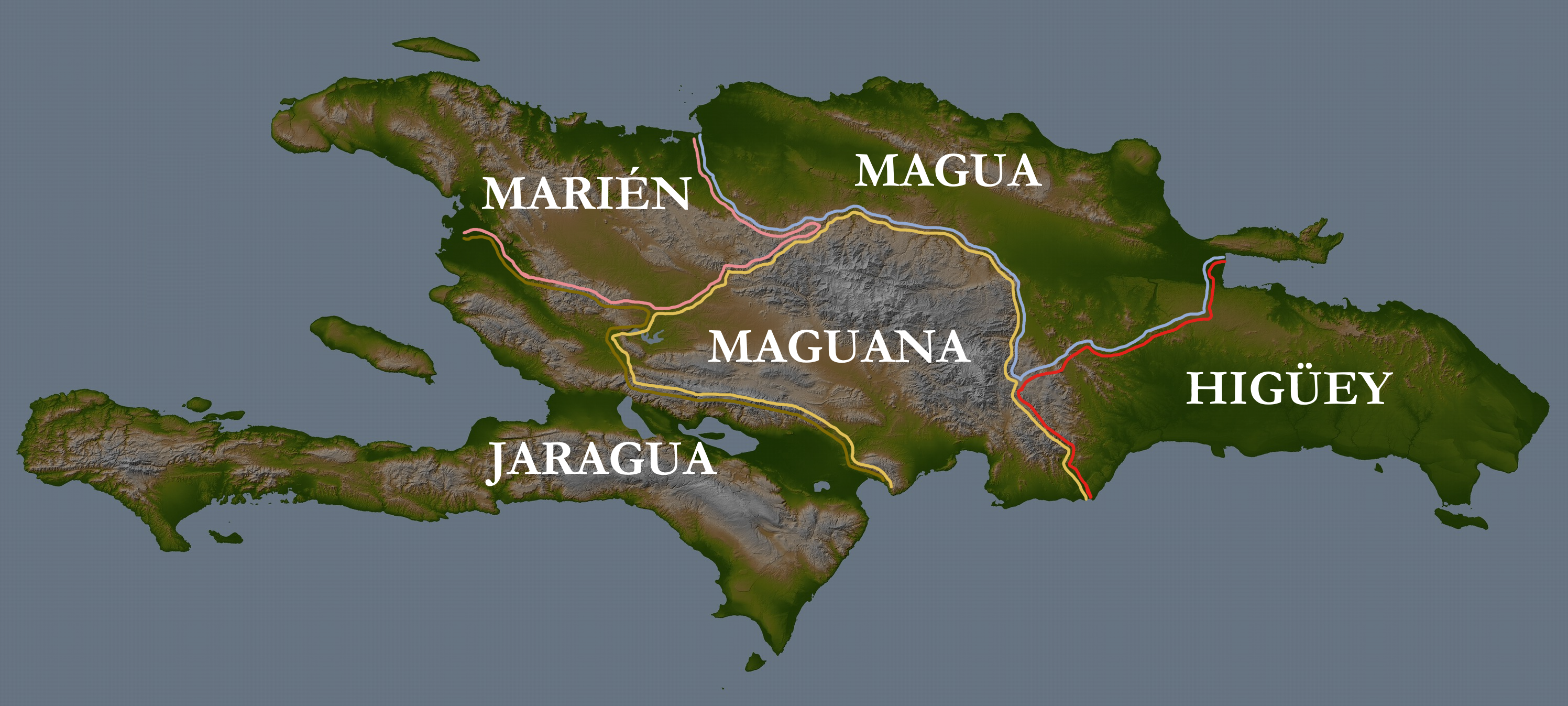
Muestra la distribución de la Isla en cacicazgos a la llegada de Colón en 1492, según el Diario de navegación del Almirante y la Apologética Historia de Fray Bartolomé de las Casas Los cacicazgos están representados con diferentes colores.

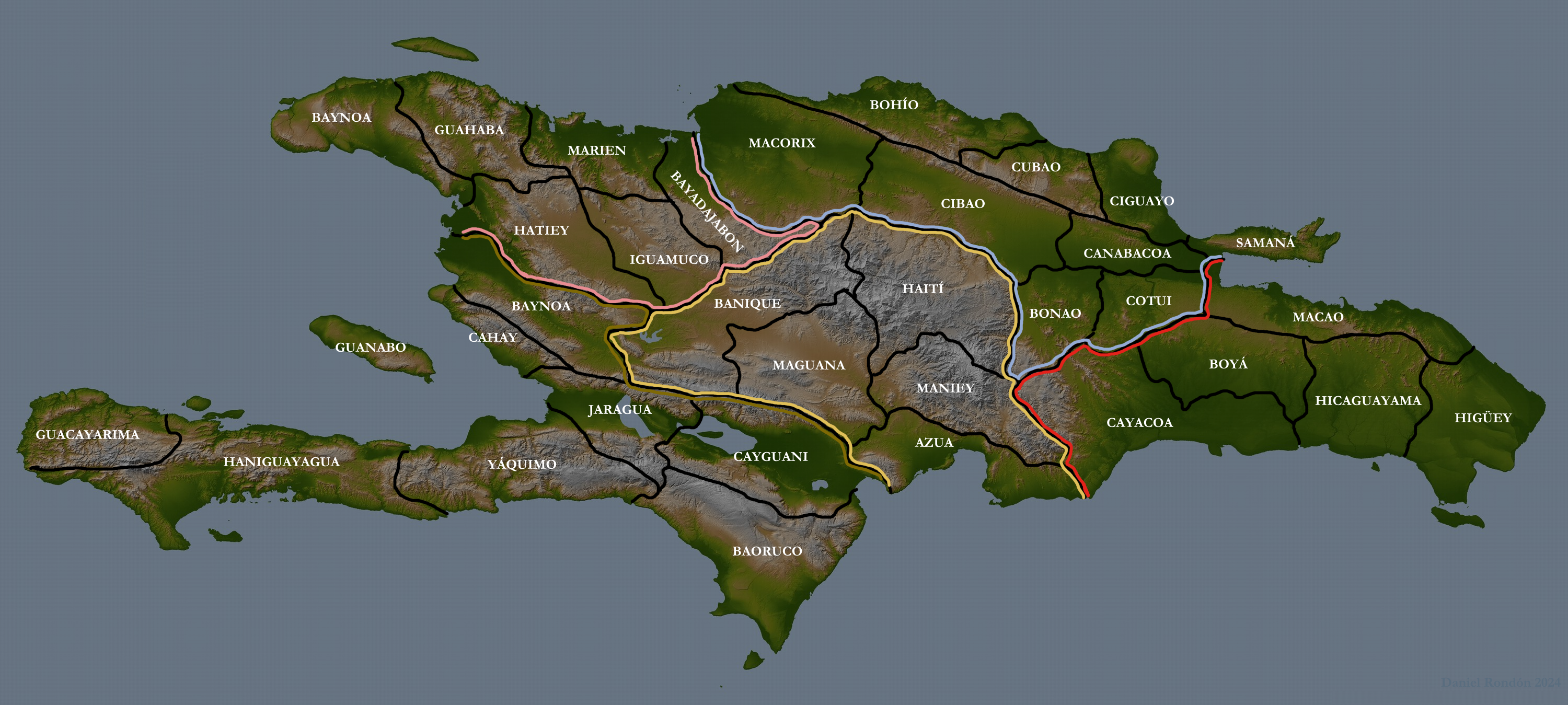
División de los Cacicazgos en Nitainatos.

## Marién

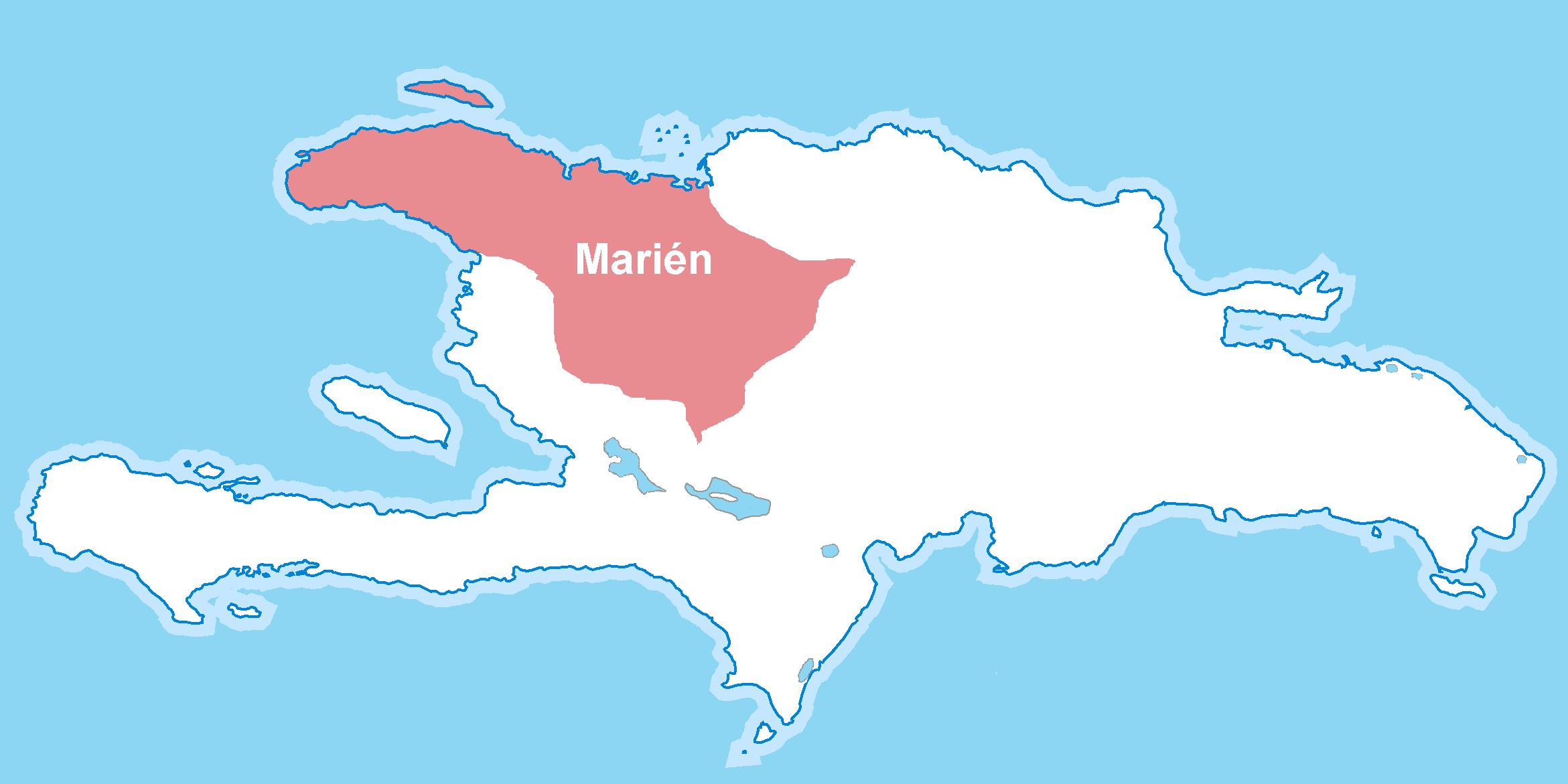
Cacicazgo Marién.

Representación de Guacanagarix, cacique de Marién.

El cacicazgo Marién era gobernado por el cacique Guacanagarix y estaba dividido en 14 nitaínos. Se extendía por toda la porción noroeste de la isla, teniendo su asiento en un lugar conocido como El Guárico, cerca de la actual ciudad de Cabo Haitiano, en el norte de Haití.
Este cacicazgo sostuvo una fuerte lucha contra el cacique Caonabo, jefe del cacicazgo de Maguana, por el control del espacio mítico de la diosa Madre Iermao del cacicazgo de Marién. La Madre Iermao era la diosa del cacicazgo de Marién, que significa "Cuerpo de Piedra".
El cacicazgo abarcaba los siguientes territorios:
República Dominicana: 
- Dajabón
- Montecristi
- Santiago Rodríguez
- Valverde

Haití:
- Artibonito
- Departamento Centro
- Departamento Nordeste
- Departamento Noroeste
- Departamento Norte

Los taínos tenían respeto al producto agrícola y también a la agricultura.

## Maguá

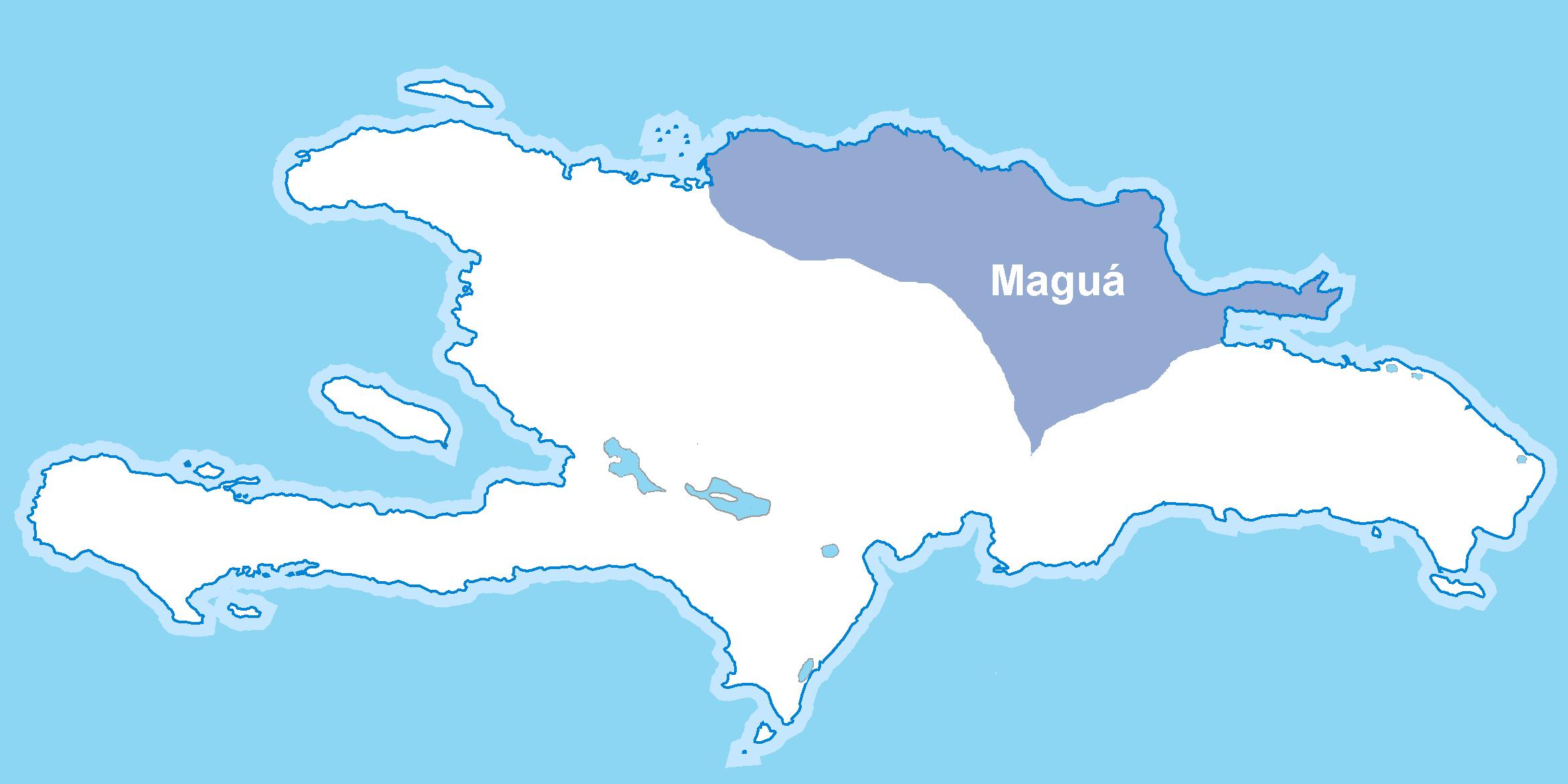
Cacicazgo Maguá.

Representación de Guarionex, Cacique de Maguá.

El cacicazgo de Maguá gobernado por el cacique Guarionex, estaba dividido en 21 nitaínos. Este cacicazgo comprendía todo el nordeste de la isla, teniendo su asiento principal cerca del actual lugar del Santo Cerro, en La Vega. Este abarcaba, las provincias: Puerto Plata, Espaillat, Salcedo, Duarte, Sánchez Ramírez, María Trinidad Sánchez, Samaná, y parte de las provincias de Santiago, La Vega y Monseñor Nouel.
Originalmente este territorio estuvo poblado por los ciguayos, que ocupaban principalmente la península de Samaná. Según Bartolomé de las Casas, el idioma ciguayo estaba en un estado moribundo hacia 1502 y definitivamente extinto hacia 1527. Aunque sólo se conoce una única forma léxica del ciguayo, lo cual no permite clasificarla, De las Casas aclara que esta lengua era diferente del taíno y del mazorí hablado más al sur.
Maguá significa ‘piedra’ en idioma taíno, y su diosa madre era Guacar (piedra madre).
El cacicazgo abarcaba los siguientes territorios:
República Dominicana
- Duarte
- Espaillat
- La Vega
- María Trinidad Sánchez
- Monseñor Nouel
- Puerto Plata
- Salcedo
- Samaná
- Sánchez Ramírez
- Santiago

## Maguana

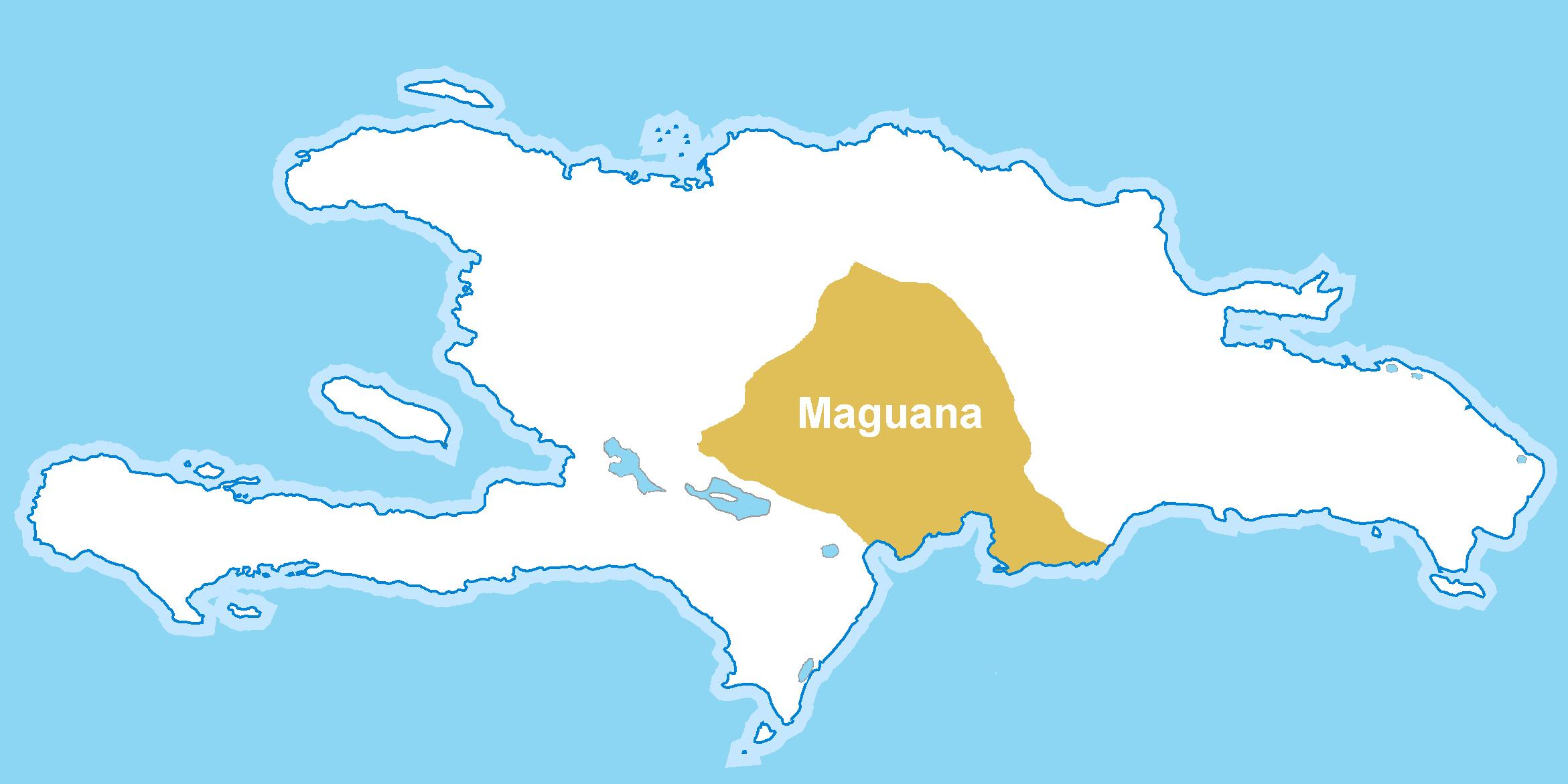
Cacicazgo Maguana.

Representación de Caonabo, cacique de Maguana.

El cacicazgo Maguana, el cual estaba dividido por 21 nitaínos, era gobernado por el cacique Caonabo. Comprendía el centro de la isla, teniendo su asiento principal en el lugar denominado plaza ceremonial de los Indios (corral de los indios), en Juan de Herrera, en la actual provincia San Juan de la Maguana. Este cacicazgo abarcaba las provincias de Elías Piña, San Juan, Azua, San José de Ocoa, Peravia, y San Cristóbal, además, las zonas montañosas de las provincias de Santiago, La Vega y Monseñor Nouel, en la actual República Dominicana.
Este cacicazgo era el principal de la isla, ya que representaba La Piedra. La palabra maguana significa ‘la primera piedra’ o ‘la única piedra’ en idioma taíno. Además su diosa madre era Apito, que significa ‘madre de la piedra’.
El cacicazgo abarcaba los siguientes territorios:
República Dominicana
- Azua
- Bahoruco
- Elías Piña
- La Vega
- Peravia
- San Cristóbal
- San José de Ocoa
- San Juan
- Santiago

## Higüey

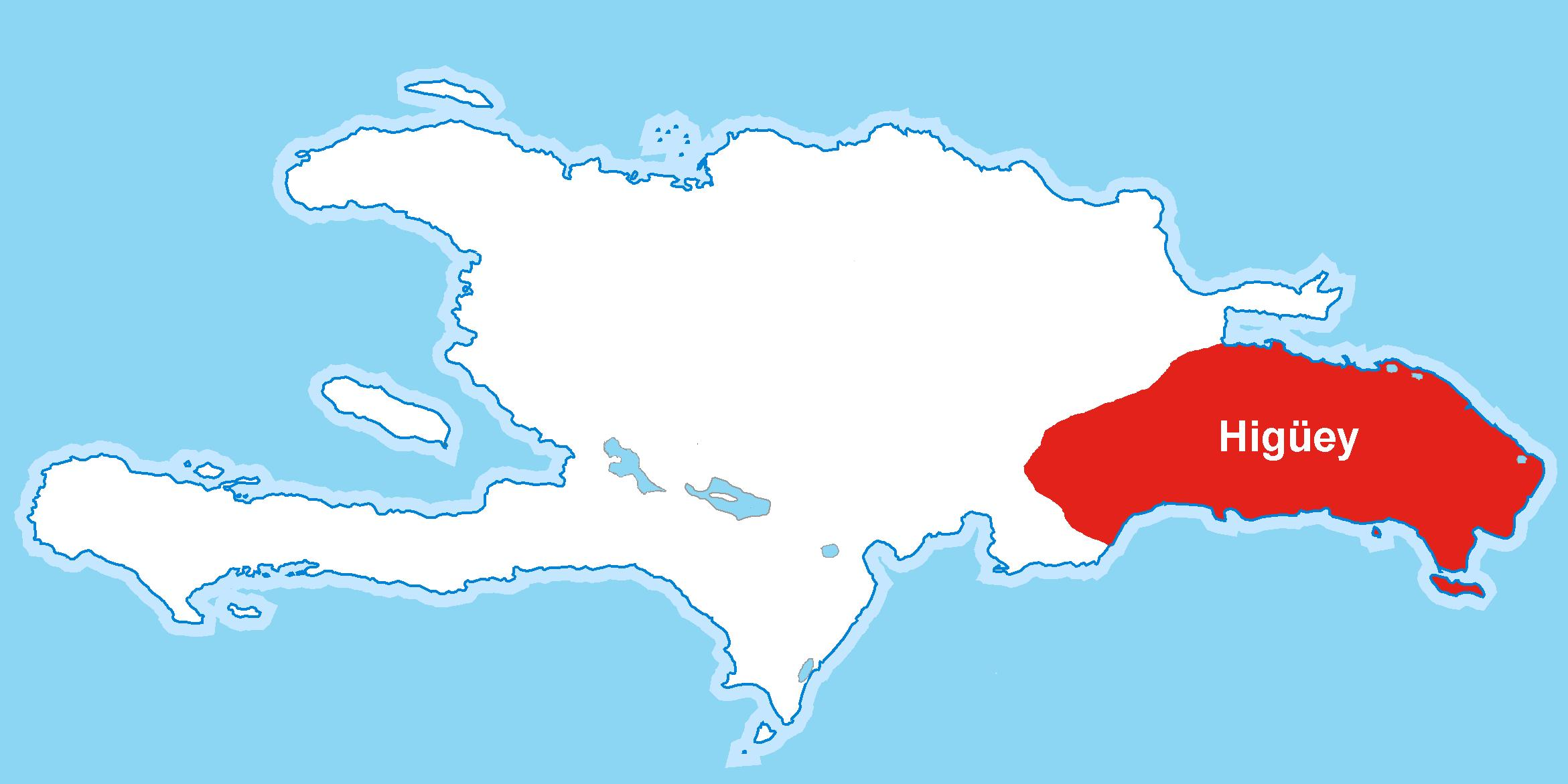
Cacicazgo Higüey.

Representación de Cayacoa, cacique de Higüey.

El cacicazgo de Higüey era gobernado por el cacique Cayacoa y estaba dividido en 21 nitaínos. Su superficie abarcaba toda la porción sureste de la isla. Tenía su asiento principal donde se ubica la actual ciudad de Higüey. Este cacicazgo se extendía desde Cabo Engaño hasta el río Haina.
La diosa madre del cacicazgo de Higüey era Atabeira, que significa ‘madre de la piedra original’.
En este territorio pudieron haber vivido también grupos de lengua no arawak como los mazorijes, que de acuerdo con Bartolomé de las Casas hablaban una lengua diferente del taíno de Jaragua y del ciguayo hablado más al norte.
El cacicazgo abarcaba los siguientes territorios:
República Dominicana
- Distrito Nacional
- El Seibo
- Hato Mayor
- La Altagracia
- La Romana
- Monte Plata
- San Pedro de Macorís
- Santo Domingo

## Jaragua

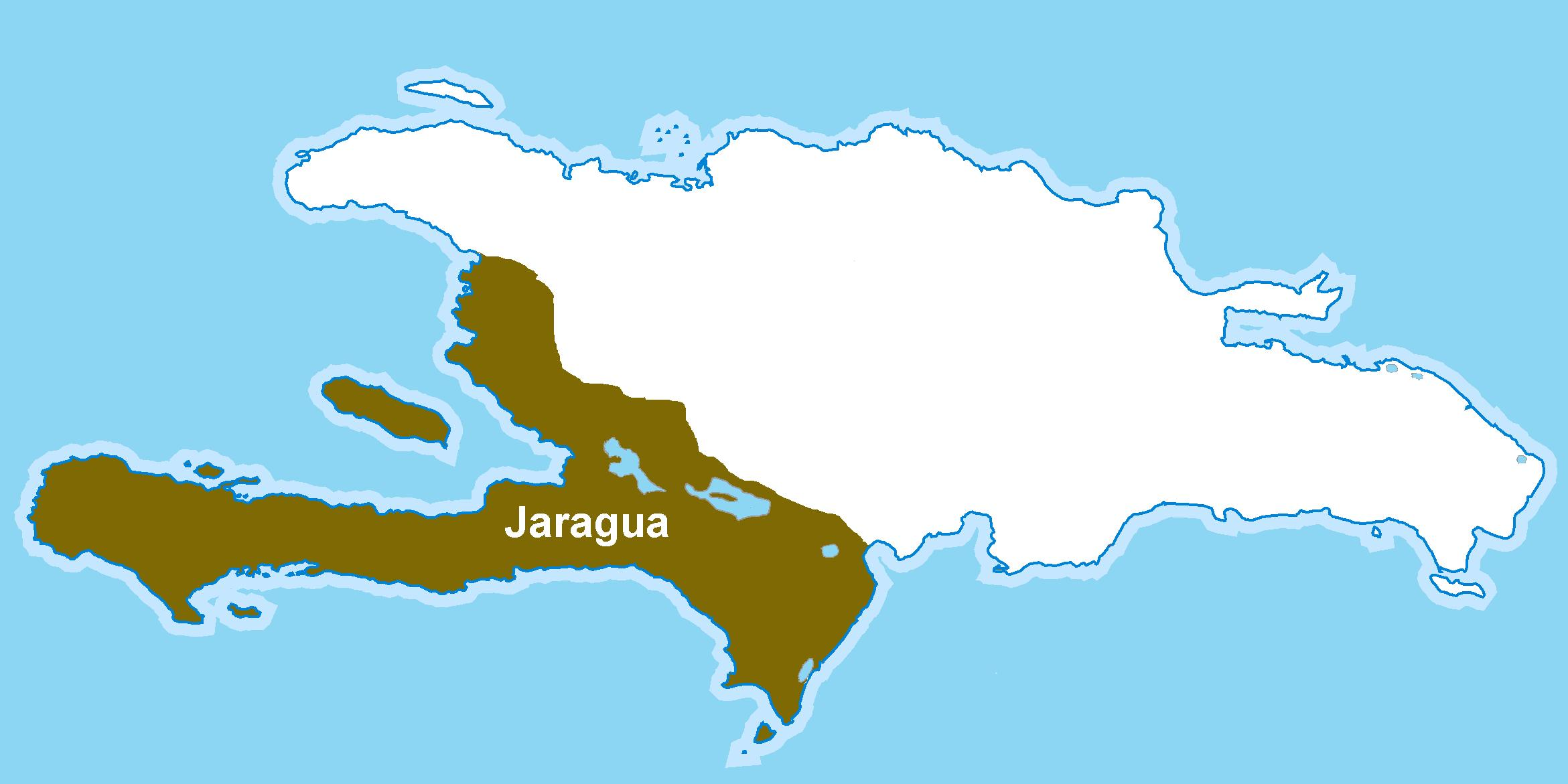
Cacicazgo Jaragua.

Representación de Boechío, Cacique de Jaragua.

El cacicazgo Jaragua era gobernado por el cacique Bohechío, el cual se dividía en 26 nitaínos. Este cacicazgo era avanzado en términos culturales. Tras la muerte de Bohechío, ocurrida antes de 1502, su hermana Anacaona le sucedió en el cargo. El cacicazgo se extendía por todo el suroeste de La Española. Era el de mayor extensión de la isla, teniendo su asiento principal en un lugar llamado Guava, hoy día, Léogâne, cerca de la actual ciudad de Puerto Príncipe, capital de Haití.
En este cacicazgo se daba la situación de que Bohechío, siendo hermano de Anacaona, tenía que residir en Yaquimo dentro del cacicazgo de Jaragua, ya que mantenía una guerra contra dos grupos muy primitivos y de los primeros pobladores de la isla, unos ubicados en la región de los ríos Las Cuevas y Yuboa y el otro en el extremo suroeste de la isla denominada Guacayarima.
Esto forzaba a Bohechío a una doble alianza con el cacique de Haniguayagua para el control de los aborígenes del suroeste y otra con Caonabo por el control y acceso a la Plaza Ceremonial de Yuboa, la principal de la isla.
La madre del cacicazgo de Jaragua era Zuimaco, que derivaba de la unión de Jaragua (Zui) y Yaquimo (Maco).
El cacicazgo abarcaba los siguientes territorios:
República Dominicana
- Bahoruco
- Barahona
- Independencia
- Pedernales

Haití
- Artibonito
- Grand'Anse
- Nippes
- Departamento Oeste
- Departamento Sur
- Departamento Sudeste

## Cultura

### Religión

Grupos taínos en las Antillas antes del contacto con los europeos.

Los taínos eran politeístas, creían en la existencia de varios dioses. El dios principal Yocaju, Bagua Maorocoti, fue hijo de la diosa Atabey Yermao Gua.
Los taínos creían en dos seres sobrenaturales llamados cemíes que eran los progenitores de los demás. Estos dos padres creadores estaban simbolizados por ídolos de piedra, madera o barro, a quienes los indígenas rezaban sus oraciones, y en cuya presencia celebraban los ritos para implorar la abundancia de frutos y la dicha de la raza humana. Un grupo de estos seres sobrenaturales, los cemíes, tutelaban y representaban a los antepasados del clan.
El culto de estos ídolos se hallaba supeditado a las familias y sus imágenes eran guardadas en la casa-templo del cacique. Ramón Pané, fraile que entre 1494 y 1498 vivió entre los taínos de La Española, es tajante respecto a las creencias religiosas: Yocahú (el padre creador) vive en el cielo, es un ser inmortal al que nadie puede ver, y aunque tiene madre no tiene principio. Su madre, diosa sin principio también, tiene varios nombres: Atabex, Yermaoguacar, Apito y Zuimaco. Yocahú es la divinidad suprema, hijo y abuelo mítico invisible e intangible como el fuego, como el viento, el sol o la luna.

### Productividad y alimentación
La principal actividad de los taínos era la agricultura; para lo cual realizaban sembrados que llamaban conucos.
Cultivaban yuca (mandioca) en sus variedades dulce y amarga, para lo cual empleaban abonos y sistemas de riegos; otros cultivos importantes eran papa, maíz, maní, pimienta, piña, batata, algodón, y tabaco.
Cazaban pequeños roedores, iguanas, algunas variedades de aves y serpientes; pescaban con varias técnicas empleando anzuelos, redes, veneno, entre otras.
Fabricaban objetos como la hamaca. Fermentaban la yuca (mandioca) para obtener una bebida embriagadora llamada uicú, y el cazabe (o casabí) que es una especie de pan de yuca o torta circular de yuca tostada al sol formaba parte de su dieta y es consumido aún hoy día en la zona del Caribe.

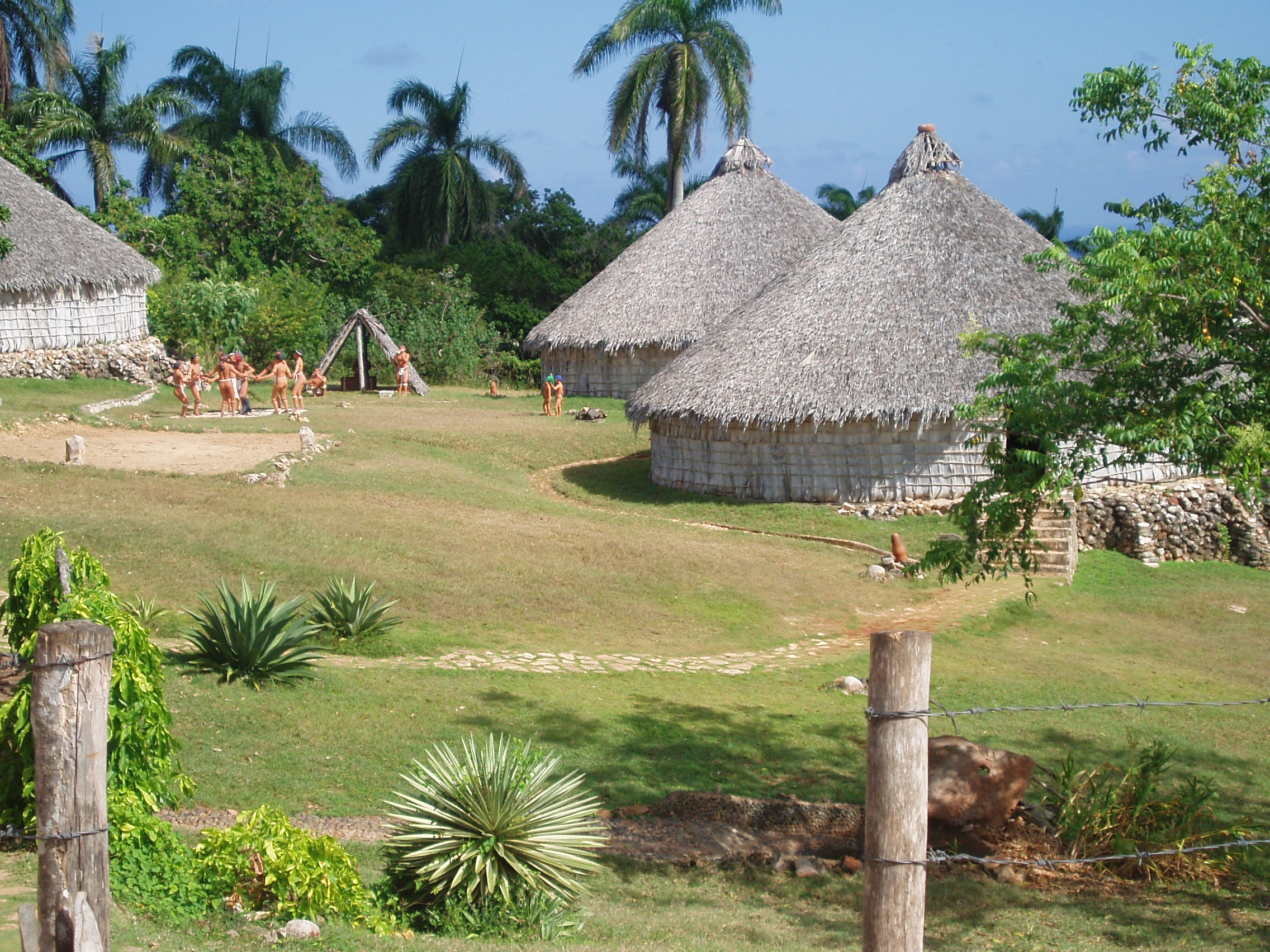
Reconstrucción de un poblado taíno en La Española.

### Pasatiempos
Tenían varias maneras de entretenerse como el baile (areíto), la música y el juego de pelota. Este último era conocido como batú y se jugaba en un espacio llamado batey. El juego despertó el interés de los colonizadores españoles debido a que la pelota que utilizaban rebotaba por estar hecha de goma, hoja y resinas, y este fenómeno era desconocido en Europa.
El juego de pelota se jugaba entre 2 equipos de hasta 30 jugadores (hombres y mujeres) que tenían que mantener la bola en el aire sin tocar el piso con sus hombros, codos, caderas y cualquier otra parte del cuerpo excepto las manos. Otro pasatiempo muy común eran las fiestas de palos, las cuales consistían en un baile que empezaba cuando se ponía el sol hasta la media noche; normalmente todos tomaban turnos para bailar, beber y comer. Su participación era solo para los más adultos, o para celebrar un casamiento entre dos prometidos.